# Erik Tegner
Erik Tegner (29. oktober 1896 i Bangkok, Siam (nu Thailand) - 29. oktober 1965 i Reading, England) var en dansk tennisspiller medlem af B.93 og Kjøbenhavns Boldklub.
Tegner deltog ved OL i 1920 i Antwerpen og stillede både op i single og mixed double. Han deltog igen i 1924 i Paris og da også i herredouble. I VM i tennis på hardcourt deltog han i årene 1920-1923. I nogle få år omkring første verdenskrig blev der afviklet VM i tennis på overdækket bane og i 1921 fandt de sted i KB’s tennishal på Frederiksberg. Her vandt han mixed double-titlen sammen med Elsebeth Brehm og tabte med Povl Henriksen herredouble-finalen mod Maurice Germot og William Laurentz fra Frankrig .
Tegner vandt i perioden 1916-1927 totalt seks danske mesterskaber i tennis: et i single, fire i herredouble og et i mixed double.
Erik Tegners forældre var Ellen Elisabeth Tegner (1871-?) og Carl Philip Seidelin (1871-1935), direktør for A/S Den Internationale Skibsfarvefabrik og kaptajn i de siameske landstyrker. Han blev født i Siam men flyttede med sin mor til København som seksårig i 1902, efter hun var blevet skilt fra Seidelin. 
Hans farfar var generaldirektør for Statsbanerne Isaac Wilhelm Tegner (1832-1909).
Erik Tegner blev i 1937 gift med den belgiskfødte Helen Agsteribbe (1903-?) i Berlin.